# JPML WRCリーグ
JPML WRCリーグは、日本プロ麻雀連盟の関連団体である（株）JPMLが主催する競技麻雀のタイトル戦。
2022年に創設された赤牌ありのリーグ戦については、JPML WRC-Rリーグを参照のこと。

## 概要
旧「内外タイムス杯」を起源とするリーグ戦で、2001年度前期までは「王座杯」という名称だったが、2001年度後期より「チャンピオンズリーグ」へ改称され、2016年後期からルールや大会形式を変更のうえ、連盟WRCルールで打つ機会を増やす大会として、現行のタイトルとなった。

## 大会システム
日本プロ麻雀連盟所属のプロ雀士のみが参加できる。鳳凰戦所属リーグを問わないため、A1リーグ所属の雀士とEリーグ所属の雀士が対戦することも発生しうる。
予選リーグ
1節4日間（基本的に土・日・火・水曜日に行われる）のリーグ戦を5節行う。50分超過時点でその次の局が最終局となる。
各節終了時点でポイントがマイナス150ポイントを超えるとその時点で失格。
5節終了時点で成績を比較し、順位に応じて以下のトーナメントに進む。
- 総合首位→ベスト16にシード
- 総合2位-10位（9名）→2次トーナメントにシード
- 総合11位-26位（16名）→1次トーナメント進出

なお、シード選手の参加辞退等によりトーナメント参加者が不足する場合は順位を繰り上げる。
予備予選トーナメント
地方支部代表12名（足りない場合は予選リーグ敗退者から補充）を3卓に分け、各卓で半荘2回戦を実施。
各卓の上位2名、計6名が2次トーナメント進出。
1次トーナメント
シードの女流桜花、プロクイーンと、予選勝ち上がり16名、予備予選トーナメント勝ち上がり6名を加えた24名を6卓に分け、各卓で半荘3回戦を実施。
各卓の上位2名、計12名が2次トーナメント進出。
2次トーナメント
シードの王位、麻雀マスターズ、麻雀グランプリと予選シード9名、1次トーナメント勝ち上がり12名を加えた24名を6卓に分け、各卓で半荘3回戦を実施。
各卓の上位2名、計12名がベスト16進出。
ベスト16
シードの前期WRC優勝者、鳳凰位、十段位と予選最上位シード、2次トーナメント勝ち上がり12名を加えた16名を4卓に分け、各卓で半荘4回戦を実施。
各卓の上位2名、計8名がベスト8進出。
ベスト8
ベスト16勝ち残りの8名を2卓に分け、各卓で半荘4回戦を実施。
各卓の上位2名、計4名が決勝進出。
決勝
ベスト8勝ち残りの4名で半荘4回戦を実施し、成績上位が優勝。
第13期からは優勝賞金として60万円が授与される。
他のタイトル戦と異なり、前回優勝者はベスト16シードとなる（決勝まで2回の勝ち上がりが必要）ため、システム的に連覇の難しい大会となっている。
なお、チャンピオンズリーグ時代は、予選リーグは半荘4回戦×5節。1半荘は時間制限ありの50分+1局で打ち切り。準々決勝からは現チャンピオンズリーグの1名を加えた16名で行う。決勝は準決勝勝ち上がりの4名で半荘5回戦。その半荘5回戦のトータルトップ者が優勝者だった。
2020年の第8期は新型コロナウイルスの影響による3ヶ月間の中断があったため1年通じての開催となり、リーグ戦も7節にわたって行った。
ニコニコ生放送などでは決勝トーナメントのベスト16以降から配信されるが、近年は1日で2卓連続配信のパターンが多く、日程によってはベスト16は連盟の公式Xのアンケート機能を使ったアンケートで1日で2卓ずつのうち投票が多かった卓を前後半に分けて配信する事もあるという。

## 歴代優勝者
☆は女流プロ
チャンピオンズリーグ
- 第1期 - 2001年後期 佐々木慶太
- 第2期 - 2002年前期 佐々木慶太
- 第3期 - 2002年後期 島田竜也
- 第4期 - 2003年前期 壽乃田源人
- 第5期 - 2003年後期 室生述成
- 第6期 - 2004年前期 YUTAKA
- 第7期 - 2004年後期 原淳一
- 第8期 - 2005年前期 藤原隆弘
- 第9期 - 2005年後期 岩井健太
- 第10期 - 2006年前期 佐々木寿人
- 第11期 - 2006年後期 石橋薫
- 第12期 - 2007年前期 室伏理麻 ☆
- 第13期 - 2007年後期 瀬戸熊直樹
- 第14期 - 2008年前期 三浦大輔
- 第15期 - 2008年後期 沢崎誠
- 第16期 - 2009年前期 藤原隆弘
- 第17期 - 2009年後期 堀内正人
- 第18期 - 2010年前期 嶋村泰之
- 第19期 - 2010年後期 山田浩之
- 第20期 - 2011年前期 山井弘
- 第21期 - 2011年後期 北野由美 ☆
- 第22期 - 2012年前期 西川淳
- 第23期 - 2012年後期 中村慎吾
- 第24期 - 2013年前期 藤原隆弘
- 第25期 - 2013年後期 森岡貞臣
- 第26期 - 2014年前期 松崎良文
- 第27期 - 2014年後期 客野直
- 第28期 - 2015年前期 西島一彦
- 第29期 - 2015年後期 阿部謙一
- 第30期 - 2016年前期 庄田祐生

JPML WRCリーグ
- 第1期 - 2016年後期 羽山真生
- 第2期 - 2017年前期 中川基輝
- 第3期 - 2017年後期 小林正和
- 第4期 - 2018年前期 藤島健二郎
- 第5期 - 2018年後期 沢崎誠
- 第6期 - 2019年前期 ダンプ大橋
- 第7期 - 2019年後期 真鍋明広
- 第8期 - 2020年 伊賀則夫
- 第9期 - 2021年前期 小林正和
- 第10期 - 2021年後期 渡辺英梧
- 第11期 - 2022年前期 石立岳大
- 第12期 - 2022年後期 石立岳大 ※現行大会では初の連覇[5]
- 第13期 - 2023年前期 塚田悠介
- 第14期 - 2023年後期 田村良介
- 第15期 - 2024年前期 古橋崇志
- 第16期 - 2024年後期 朝比奈ゆり ☆ ※プロ1年目で優勝
- 第17期 - 2025年前期 朝比奈ゆり ☆ ※女性で初の連覇